# Calamobius filum
Calamobius filum  (лат.) — вид жесткокрылых из семейства усачей, единственный представитель рода Calamobius.

## Описание
Усики в полтора-два раза длиннее тела, в основной половине в отдельных коротких ресничках. Третий сегмент усиков немного длиннее первого. Надкрылья в нежном покрове.

## Распространение
Вид встречается в южной Европе от Пиринейского полуострова до Карпат, на севере Африки, на восток до севера Ирана.